# Otarie de l'île Guadalupe
Arctocephalus townsendi
Espèce
Répartition géographique
- colonie de reproduction
- individus isolés

Statut de conservation UICN

 LC  : Préoccupation mineure
Statut CITES
L'Otarie de l'île Guadalupe (Arctocephalus townsendi) se trouve principalement dans l'île Guadalupe. C'est une des six espèces membres du genre arctocephalus, mais la seule à se trouver dans l'hémisphère nord. Alors que la population de cette espèce diminuait depuis la fin du XIXe siècle, la population voit ses effectifs augmenter depuis 1990

## Biologie
Cette espèce présente un dimorphisme sexuel avec des mâles beaucoup plus grands que les femelles. La couleur de leur fourrure est brun foncé ou noire, que ce soit chez les jeunes ou chez les adultes. Des observations suggèrent que les otaries de Guadalupe sont fidèles à leur lieu de reproduction. Les naissances se font principalement en juin et en juillet.

## Répartition
L'otarie de Guadalupe se situe le long de la côte orientale de l'île de Guadalupe à environ 200 km à l'ouest de l'État de Baja California. En outre, des individus ont été aperçus dans les îles du sud de la Californie notamment sur l'île de San Nicolas.